# 克萨韦尔·赫尔曼
克萨韦尔·赫尔曼（德語：Xaver Hörmann，1910年2月21日—1943年2月23日），德国男子皮划艇运动员。他曾代表德国参加1936年夏季奥林匹克运动会皮划艇比赛，获得男子折叠式皮艇单人10000米铜牌。